# Маруся (голосовой помощник)
«Маруся» — голосовой помощник, разработанный компанией VK. Запущена 17 июня 2019 года. Доступна в приложениях под iOS и Android, интегрирована в Почту Mail.ru и ВКонтакте, в браузер Atom (только в версию для ПК) и ICQ. Доступна в умных колонках «Капсула» от VK и SmartVoice от Prestigio, а также в российской версии Mi Smart Speaker от Xiaomi.

## Разработка
О разработке Mail.ru Group собственного голосового помощника под названием «Маруся» стало известно в ноябре 2018 года. Стоимость разработки составила около 2 млн $. Голосовой помощник проходит самообучение при помощи нейросетей. «Марусю» озвучила актриса дубляжа Елена Соловьёва, озвучившая роботов в мультфильме «Роботы», фильме «Бегущий по лезвию» и сериале «Любовь, смерть и роботы», а также искусственный интеллект «Нетрикса» в компьютерной игре Serious Sam II и многочисленные рекламные ролики.
В 2020 году разработчики интегрировали «Марусю» почти во все сервисы Mail.ru Group. В декабре 2019 года впервые был представлен внешний вид колонки, в которую интегрирована «Маруся». 21 января 2020 года Mail.ru Group открыла предзаказ на умные колонки, которые назвали «Капсула». 22 апреля 2020 года стартовали продажи колонок. Помимо VK-капсул, Маруся также встроена в колонки Xiaomi Mi Smart Speaker (русская версия) и Prestigio SmartVoice.

## Возможности
На момент запуска «Маруся» умела искать нужную информацию в интернете, включать музыку на радио или из плейлиста пользователей во «ВКонтакте», рассказывать сказки, узнавать прогноз погоды, цену авиа- и железнодорожных билетов, расписание в кинотеатрах. Отличительной особенностью является команда «Маруся, запомни», позволяющая сохранять необходимую информацию в памяти ассистента. С 26 сентября 2019 года в приложении доступна тёмная тема. По состоянию на февраль 2020 года «Маруся» обладает более чем 60 навыками.
В начале 2021 года стал доступен конструктор навыков Aimylogic от компании Just AI. Он позволяет создавать навыки для голосовых помощников без опыта программирования. Конструктор позволяет как создавать навыки для «Маруси» с нуля, так и адаптировать под «Марусю» навыки, созданные для других голосовых помощников.
Список радиостанций, которые можно слушать через Марусю https://marusia.vk.com/skill/radio